# سد المانسکرال
سد المانسکرال (به لاتین: Allemanskraal Dam) یک سد در آفریقای جنوبی است که در ایالت آزاد واقع شده‌است.